# Johan Arneij
Johan Arneij, född 10 augusti 1757 i Vårdnäs socken, död 30 mars 1838 i Malexanders socken, var en svensk präst i Malexanders församling.

## Biografi
Johan Arneij föddes 10 augusti 1757 i Vårdnäs socken. Han var son till bonden Hans Larsson och Kristina Jönsdotter. Arneij blev 1777 student vid Uppsala universitet och prästvigdes 22 september 1782. Han tog pastoralexamen 15 oktober 1794.. Arneij blev 18 mars 1795 kyrkoherde i Malexanders församling och tillträdde tjänsten 1796. Han blev 28 juli 1819 prost. Arneij avled 30 mars 1838 i Malexanders socken. En gravsten av grå granit rester efter Arneij på kyrkogården
Arneij gifte sig 6 januari 1811 med Maria Ekström (1783–1855). De fick tillsammans barnen Hans Fredrik (1811–1811), Anna Charlotta (född 1812), Carl Johan (1814–1870), Hans Gustaf (1816–1883), Ulrika Christina (1818–1845), Axel Vilhelm (1821–1860) och Maria Lovisa (1824–1853).